# Olha Kossatsch-Krywynjuk

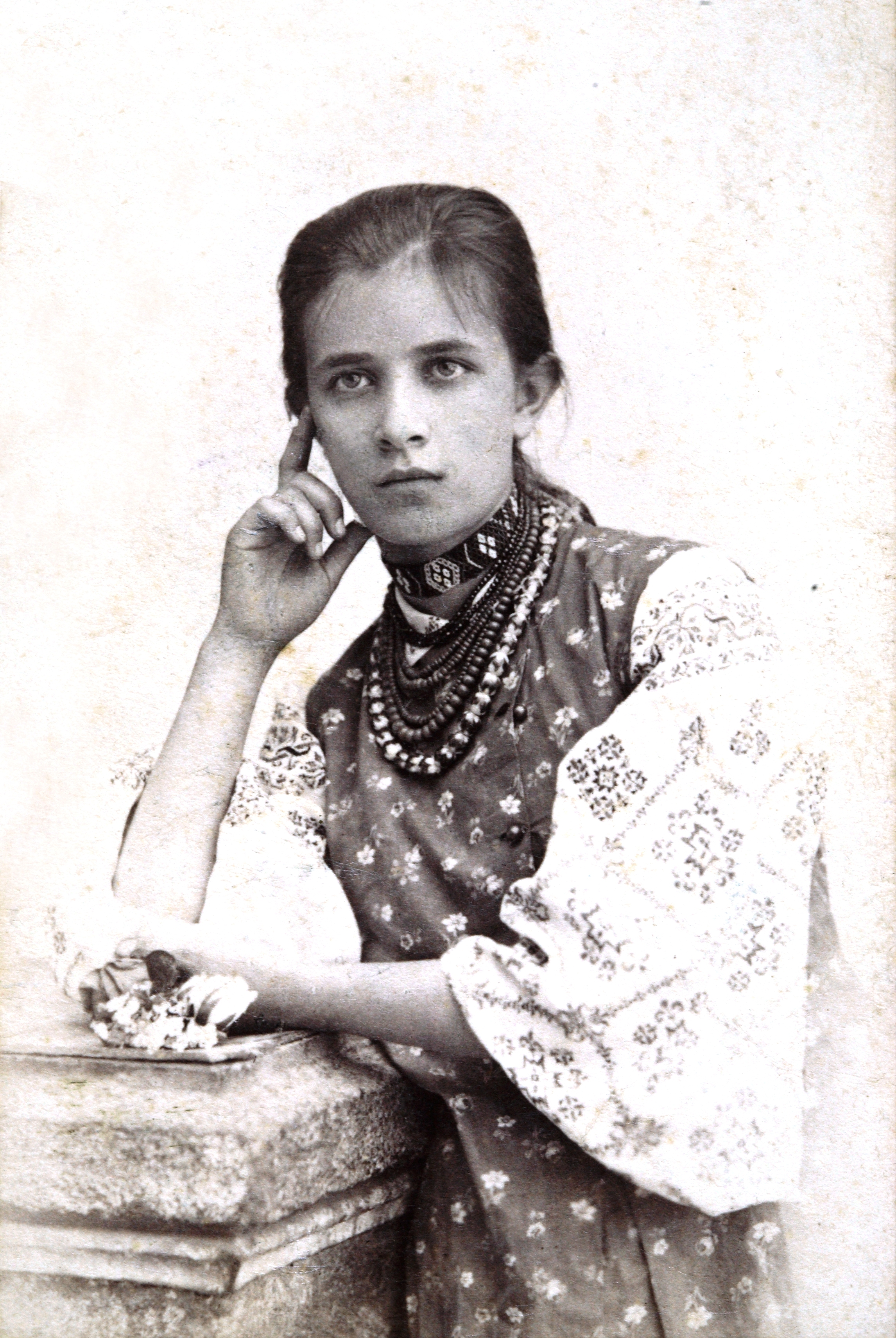
Olha Kossatsch, 1896

Olha Petriwna Kossatsch-Krywynjuk (ukrainisch Ольга Петрівна Косач-Кривинюк, Pseudonym: Олеся Зірка Olessja Sirka; * 14. Maijul. / 26. Mai 1877greg. in Nowohrad-Wolynskyj, Gouvernement Wolhynien, Russisches Kaiserreich; † 11. November 1945 in Augsburg, amerikanische Besatzungszone, Deutschland) war eine ukrainische Schriftstellerin, Literaturkritikerin, Übersetzerin, Bibliografin, Ethnografin, Lehrerin und Ärztin.

## Familie
Olhas Vater, der Staatsrat Petro Kossatsch (Петро Антонович Косач 1842–1909) war Anwalt, Pädagoge und Philanthrop.
Ihre Mutter, die Schriftstellerin Olena Ptschilka, war die Tochter des ukrainischen Dichters und Übersetzers Petro Drahomanow und Schwester von Mychajlo Drahomanow, dem bekannten ukrainischen Historiker und politischen Denker.
Ihre Geschwister waren der Physiker, Meteorologe, Schriftsteller und Übersetzer Mychajlo Kossatsch (Михайло Петрович Косач; 1869–1903), die berühmte ukrainische Dichterin Lessja Ukrajinka (1871–1913), die Musikerin und Übersetzerin Oksana Kossatsch-Schymanowska (Оксана Петрівна Косач-Шимановська; 1882–1975), die Persönlichkeit des öffentlichen Lebens Mykola Kossatsch (Микола Петрович Косач; 1884–1937) und die Übersetzerin und Kulturaktivistin Isydora Kossatsch-Boryssowa (Ізидора Петрівна Косач-Борисова; 1888–1980).
Sie war die Ehefrau des Philologen, Übersetzers und Lexikographen Mychajlo Krywynjuk (Михайло Васильович Кривинюк; 1871–1944).

## Leben
Olha Kossatsch-Krywynjuk kam als jüngere Schwester der bekannten Dichterin und Dramaturgin Lessja Ukrajinka in der heute ukrainischen Stadt Nowohrad-Wolynskyj zur Welt und wurde, wie ihre ältere Schwester, unter dem Einfluss ihrer Mutter im ukrainischen Nationalgeist erzogen. Als Olha eineinhalb Jahre alt war, zog ihre Familie mit ihr zunächst nach Luzk in Wolhynien und dann ins Dorf Kolodjaschne, wo sie ihre bewusste Kindheit und Jugend erlebt. Zunächst lernte Olha zu Hause in Kolodjaschne, wo sie von ihrer Mutter in Deutsch und Französisch und von ihrem Bruder Mychajlo in Physik, Chemie und Mathematik unterrichtet wurde. Auch Olhas ältere Schwester Lessja widmete ihr viel Aufmerksamkeit und schrieb ihr ein Lehrbuch der Geschichte der orientalischen Völker, welches Olha 1919 in Jekaterinoslaw veröffentlichte.

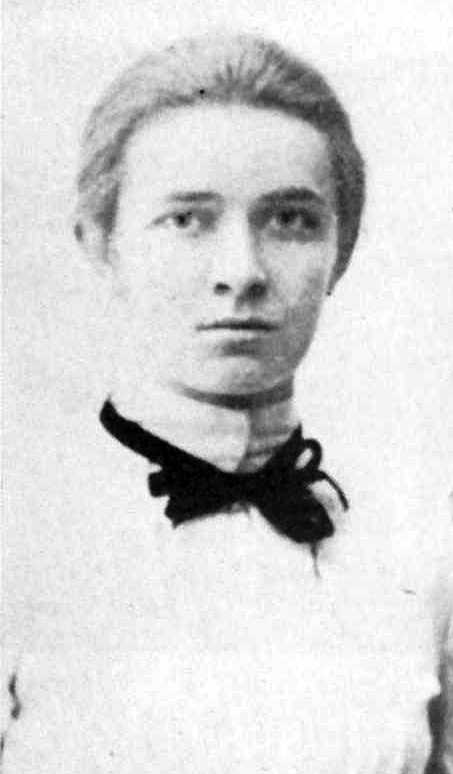
Olha Kossatsch-Krywynjuk in den 1910er Jahren

Im Herbst 1893 zog Olha zusammen mit Lessja nach Kiew, um dort die Schule zu besuchen.
Sie trat in die siebte Klasse des privaten Kiewer Mädchengymnasiums O. Dutschynskoji ein und schloss dort 1897 das Abitur mit einer Goldmedaille ab. Anschließend studierte sie Medizin an der einzigen Einrichtung, an der eine Frau im Russischen Reich eine höhere medizinische Ausbildung erhalten konnte, den höheren Medizinischen Kursen für Frauen in Sankt Petersburg. Nachdem sie das Medizinstudium absolviert hatte, heiratete sie
Ende 1904 Mychajlo Krywynjuk, der am Prager Polytechnischen Institut studierte, weshalb sie zu ihm nach Prag zog. Nach der Geburt ihres ersten Kindes wechselte sie 1906 ihren Wohnort nach Kiew, während ihr Gatte in Prag verblieb. So lebte sie bis 1908 wieder in Kiew und nahm dort aktiv am öffentlichen Leben teil, insbesondere in dem kulturellen Verein Proswita. Von Kiew aus besuchte sie häufig das Anwesen Selenyj Haj (Зелений Гай, zu deutsch: Grüner Hain) bei Hadjatsch.
Zwischen 1910 und 1922 war sie als Ärztin in Lozmanska Kamjanka bei Jekaterinoslaw tätig. Dort behandelte sie psychisch kranke Kinder und leitete eine Ambulanz. Außerdem gründete sie ein Waisenhaus, einen Stickverein, eine Werkstatt für Weber und, gemeinsam mit ihrem Ehemann, 1917 eine Kinderkunstschule. In Lozmanska Kamjanka brachte sie 1920 auch ihren jüngsten Sohn zur Welt. Während des Russischen Bürgerkrieges zog die Familie 1921 nach
Mohyliw-Podilskyj, wo sie als Lehrerin arbeitete. 1924 kehrte sie nach Kiew zurück und arbeitete zunächst als Ukrainischlehrerin an der Sekundarschule Nr. 20 und ab 1929 als Bibliographin an der Kiewer Wissenschaftlichen Medizinischen Bibliothek.
Vor dem Ende des Deutsch-Sowjetischen Krieges zog sie 1944 über Lwiw, wo sie das Archiv der Familie Kossatsch, das sie viele Jahre lang gesammelt hatte, einem Freund übergab (heute in der Nationalen Akademie der Wissenschaften der Ukraine), nach Prag und von dort aus weiter in ein Lager für Vertriebene in Augsburg, wo sie im November 1945 68-jährig an Tuberkulose starb.

## Werk
Olha Kossatsch-Krywynjuk sammelte ukrainische Volksstickerei und veröffentlichte eine Sammlung mit dem Titel „Ukrainische Volksmuster aus Kiew, Poltawa und Jekaterinoslaw“. Ihre zusammengetragenen Musterproben sind eine wertvolle Quelle für die Untersuchung der ukrainischen Volksstickerei, insbesondere der Region Jekaterinoslaw.
Unter dem Pseudonym Зорі (Sori) übersetzte sie, zum Teil mit ihrem Mann, Werke von Weltliteratur, darunter Erzählungen von Guy de Maupassant, Alphonse Daudet, George Sand und Victor Hugo aus dem Französischen, englischsprachige Werke von Charles Dickens und Rudyard Kipling sowie Werke von Eliza Orzeszkowa aus dem Polnischen und tschechische Werke von Edvard Beneš und Karel Jaromír Erben ins Ukrainische. Weiterhin übersetzte sie Werke von Hans Christian Andersen und Iwan Turgenew in die ukrainische Sprache.
Des Weiteren war sie Herausgeberin von Kinderliteratur und verfasste in ihren letzten Lebensjahren wertvolle Memoiren über Lessja Ukrajinkas Kindheit. Besonders wertvoll ist ihre Langzeitarbeit zum Studium der Biographie von Lessja Ukrajinka, zur Organisation deren Korrespondenz und das daraus resultierende Werk Chronologie von Lessja Ukrajinkas Leben und Werk.

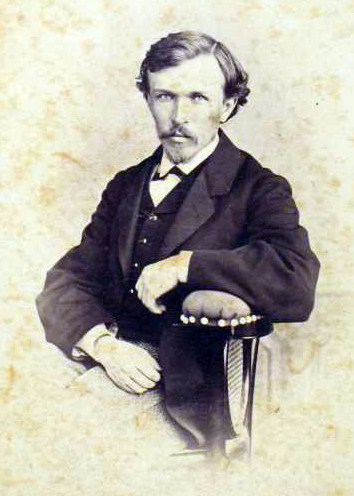
Petro Kossatsch, 1868
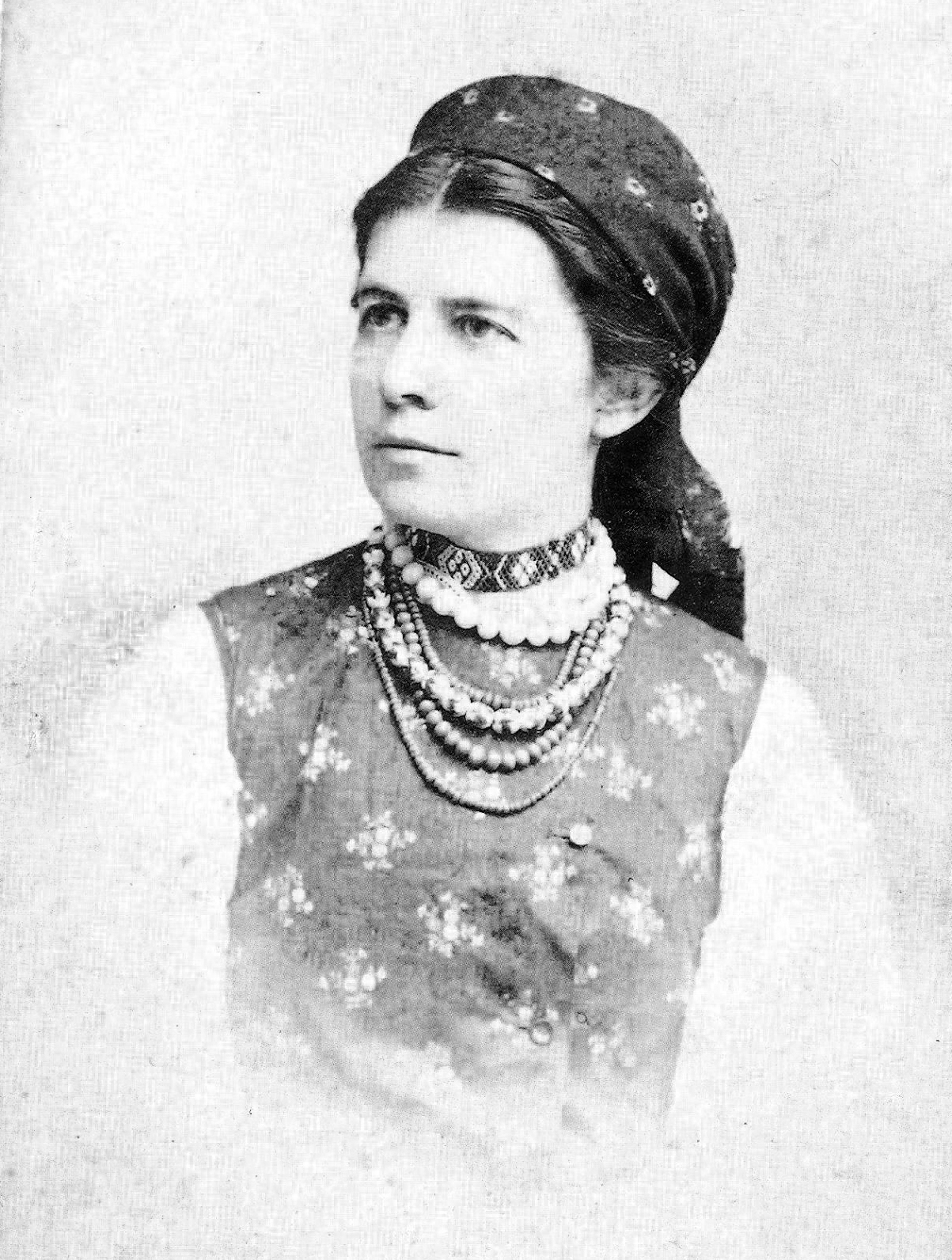
Olena Ptschilka, 1891
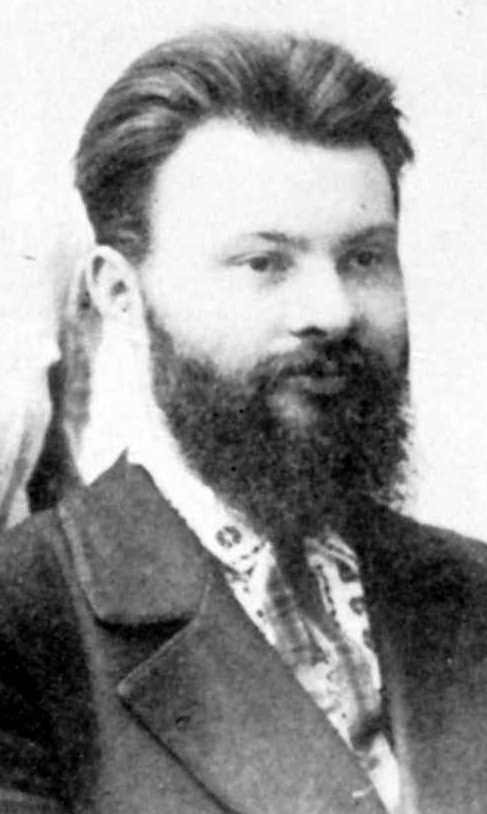
Mychajlo Krywynjuk, Anfang 20. Jh.
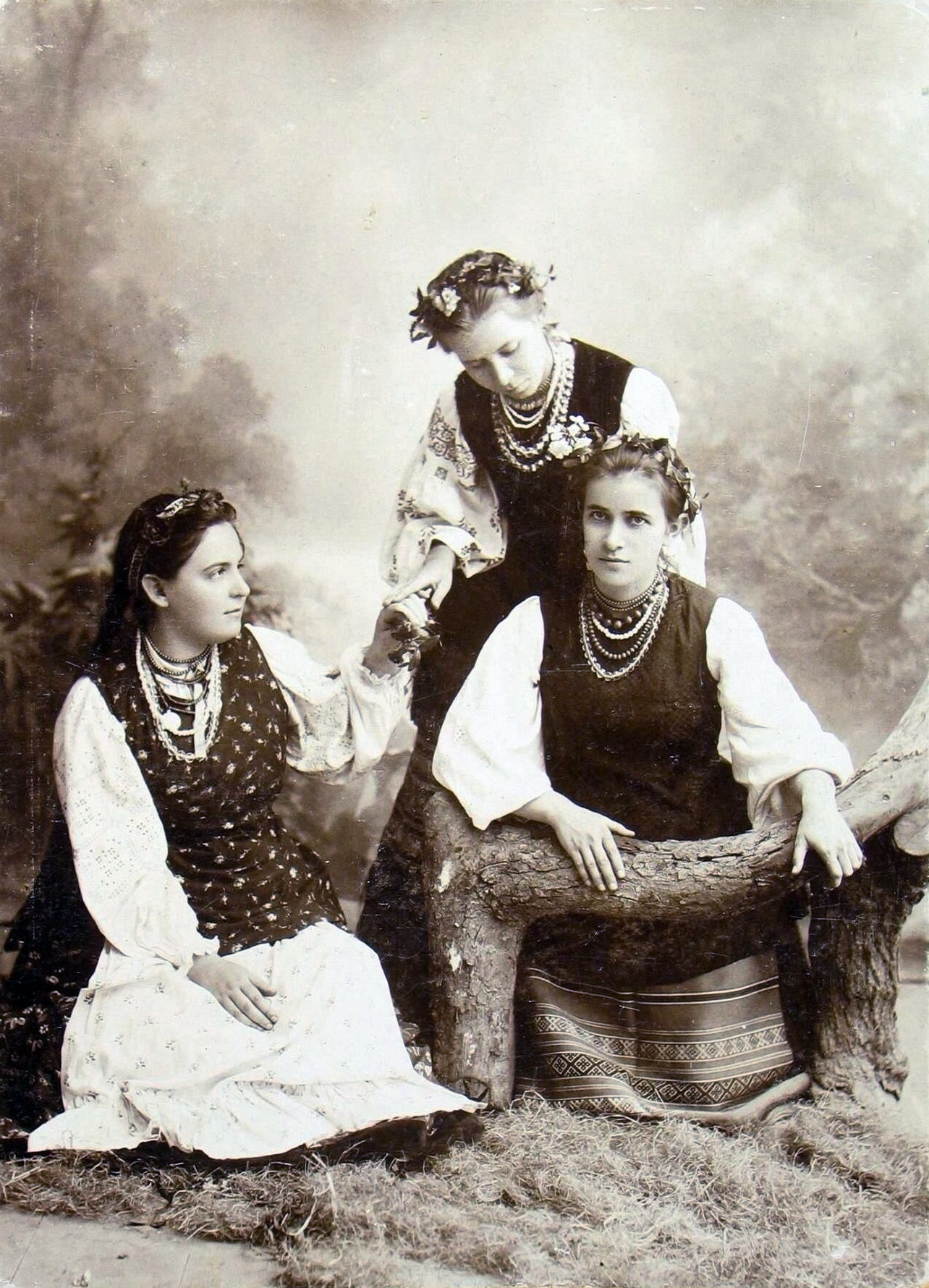
Oksana Steschenko, Lessja Ukrajinka und Olha Kossatsch-Krywynjuk; 1896